# Samuel Cohen
Samuel Theodore Cohen  (Brooklyn, 25 de janeiro de 1921 — Los Angeles, 28 de novembro de 2010) foi um físico estadunidense.
Inventou a W70, popularmente conhecida como a bomba de nêutrons.

## Biografia
Ele nasceu no Brooklyn. Ele estudou matemática e física na Universidade da Califórnia.
Ele fez parte do Projeto Manhattan, o esforço dos EUA durante a Segunda Guerra Mundial para estar entre os primeiros a desenvolver a primeira arma nuclear no Laboratório Nacional de Los Alamos, no Novo México, Estados Unidos.
Coloquialmente, ele é considerado o pai da bomba de nêutrons, uma arma projetada para matar apenas seres vivos sem causar grandes danos materiais a edifícios e propriedades na área afetada pela explosão. Cohen o projetou em 1958, e os Estados Unidos não fabricaram até a década de 1980.
Ele morreu em 28 de novembro de 2010 em sua casa em Los Angeles como resultado de câncer de estômago.